# 辰馬半蔵
辰馬 半蔵（たつうま はんぞう、1860年1月22日〈安政6年12月30日〉 - 没年不明）は、日本の清酒醸造家、実業家、兵庫県多額納税者。武庫酒造、大阪林業各取締役。攝陽酒造監査役。族籍は兵庫県平民。

## 経歴
兵庫県人・辰馬龍蔵の長男。1871年、家督を相続。酒造業を営む。その銘酒に「勤王」がある。また会社の重役であった。

## 人物
貴族院多額納税者議員選挙の互選資格を有する。住所は兵庫県西宮浜東町、東一、浜松原町。

## 家族・親族
辰馬家
- 父・龍蔵[4]
- 妻・ゑい（1865年 - ?、大阪、上田重蔵の二女）[4]
- 長男・章蔵（1887年 - ?）[4][8]
  - 同妻・慶子（1902年 - ?、兵庫、辰馬半右衛門の二女）[4][8]
- 長女・あい（1886年 - ?、大阪、島津佐助の二男實三の妻）[4]
- 二女・れい（1893年 - ?、大阪、平野源七の二男杢次郎の妻）[4]
- 三女・るい（1899年 - ?）[4]

親戚
- 辰馬半右衛門（兵庫県多額納税者、酒造家、辰馬商会社長、鳴尾村長）[8]